# Сан Лука (Ређо ди Калабрија)
Сан Лука (итал. San Luca) је насеље у Италији у округу Ређо ди Калабрија, региону Калабрија.
Према процени из 2011. у насељу је живело 3718 становника. Насеље се налази на надморској висини од 195 м.

## Становништво
Према резултатима пописа становништва 2011. у општини је живело 4.044 становника.
| 1931. | 1936. | 1951. | 1961. | 1971. | 1981. | 1991. | 2001. | 2011. |
| ----- | ----- | ----- | ----- | ----- | ----- | ----- | ----- | ----- |
| 2.657 | 2.916 | 3.728 | 4.072 | 4.300 | 4.400 | 4.413 | 4.106 | 4.044 |

## Партнерски градови
- Каша
- Сан Ђорђо Морђето
- Ређо ди Калабрија